# Копжасарський сільський округ
Копжаса́рський сільський округ (каз. Көпжасар ауылдық округі, рос. Копжасарский сельский округ) — адміністративна одиниця у складі Жангалинського району Західноказахстанської області Казахстану. Адміністративний центр — село Копжасар.
Населення — 1748 осіб (2021; 2065 у 2009, 2125 у 1999, 1856 у 1989).
Станом на 1989 рік існувала Копжасарська сільська рада (села Коктау, Копжасар, Салтанат, Саралжин, Уштас). Село Уштас ліквідовано 2021 року.

## Склад
До складу округу входять такі населені пункти:
| Населений пункт | Старі назви | Населення, осіб (1989) | Населення, осіб (1999) | Населення, осіб (2009) | Населення, осіб (2021) |
| --------------- | ----------- | ---------------------- | ---------------------- | ---------------------- | ---------------------- |
| Коктау, село    | -           | 126                    | -                      | -                      |                        |
| Копжасар, село  | -           | 1128                   | 1336                   | 1752                   | 1597                   |
| Салтанат, село  | -           | 184                    | 209                    | 124                    | 59                     |
| Саралжин, село  | -           | 213                    | 361                    | 129                    | 92                     |
| Уштас, село     | -           | 205                    | 219                    | 60                     | -                      |